# Carlos Angulo
Carlos Hernan Angulo Murillo (ur. 18 lipca 2002) – kolumbijski zapaśnik walczący w stylu wolnym.
Zajął dwunaste miejsce na mistrzostwach świata w 2023 roku.
Ósmy na igrzyskach panamerykańskich w 2023. Siódmy na mistrzostwach panamerykańskich w 2023. Srebrny medalista igrzysk Ameryki Południowej w 2022. Wicemistrz plażowych igrzysk Ameryki Środkowej i Karaibów w zapasach w 2022 roku.